# Mario Lanzafame
Mario Lanzafame, né le 13 décembre 1949 à San Vittore Olona (Lombardie), est un coureur cycliste italien, professionnel de 1971 à 1976.

## Palmarès
- 1970
  - Trofeo Martiri Trentini
  - Trento-Monte Bondone
  - 2e de Bassano-Monte Grappa
- 1972
  - 9e du Tour de Suisse

## Résultats sur les grands tours

### Tour d'Italie
5 participations
- 1971 : 47e
- 1972 : 42e
- 1973 : abandon
- 1974 : 44e
- 1975 : 45e

### Tour d'Espagne
1 participation
- 1972 : 49e